# 那加大門町
那加大門町（なかだいもんちょう）は、岐阜県各務原市の地名。現行行政町名は那加大門町一丁目、二丁目。

## 地理
各務原市の那加地区に属する。町域の東部は那加新加納町、西部は岐阜市高田、南部は那加新加納町、那加西浦町、北部は那加新加納町、那加五反田町、那加荒田町、那加大谷町に接する。
地名は、かつてこの地に手力雄神社の大門があったことに因む。
町域には名古屋鉄道各務原線、JR高山本線が通過する。
道路
- 東海北陸自動車道
- 県道181号岐阜那加線

## 歴史
1978年（昭和53年）1月31日、この地域の区画整理が行われ、那加長塚町の一部と那加新加納町の一部、那加山後町の一部をもって那加大門町を設立する。

## 世帯数と人口
各務原市の統計（2024年（令和6年）10月1日現在）での町丁目別人口・世帯数では、那加大門町一・二丁目と那加西浦町二丁目が合わせて記載されているため、那加大門町一丁目と二丁目のそれぞれの世帯数・人口数は不明である。ここでは那加大門町全体で記述する。
| 丁目       | 世帯数 | 人口 |
| ---------- | ------ | ---- |
| 那加大門町 | 6世帯  | 11人 |

## 小・中学校の学区
市立小・中学校に通う場合、学区は以下の通りとなる。尚、那加大門町の自治会は新加納町第5自治会である。
| 番・番地等 | 小学校                   | 中学校               |
| ---------- | ------------------------ | -------------------- |
| 全域       | 各務原市立那加第一小学校 | 各務原市立那加中学校 |